# Protorthemis celebensis
Protorthemis celebensis is een libellensoort uit de familie van de korenbouten (Libellulidae), onderorde echte libellen (Anisoptera).
De wetenschappelijke naam Protorthemis celebensis is voor het eerst geldig gepubliceerd in 1889 door Kirby.